# Luís XVII de França
Luís Carlos de França, chamado pelos monarquistas franceses de Luís XVII, mesmo nunca tendo sido de fato um rei (em francês: Louis Charles de France; Versalhes, 27 de março de 1785 – Paris, 8 de junho de 1795), era o filho mais novo do rei Luís XVI de França e da rainha Maria Antonieta.
Seu irmão mais velho, Luís José, morreu em junho de 1789, pouco mais de um mês antes do início da Revolução Francesa. Com a morte de seu irmão, ele se tornou o herdeiro aparente ao trono e recebeu o título de Delfim da França, um título que ele teria até 1791, quando a nova constituição concedeu ao herdeiro o estilo de Príncipe Real da França.
Quando seu pai foi executado em 21 de janeiro de 1793, durante o período intermediário da Revolução Francesa, os monarquistas o proclamaram Rei da França e Navarra, porém os revolucionários o mantiveram prisioneiro em condições subumanas, e morreu na prisão em 10 de agosto de 1795. As misteriosas circunstâncias de seu falecimento fizeram que ao largo do século XIX surgissem uma série de falsos Delfins, dos quais o mais célebre foi Karl Wilhelm Naundorff.
Em 1814, quando da Restauração francesa, seu tio, o conde de Provença, toma o nome de Luís XVIII como homenagem à memória de seu sobrinho, o menino rei que jamais chegou a reinar.

## Biografia

### Nascimento e batismo

Maria Antonieta e Seus Filhos, de Élisabeth Vigée Le Brun, 1787.

Luís Carlos da França nasceu em 27 de março de 1785 no Palácio de Versalhes, era o terceiro filho, segundo varão, do rei Luís XVI de França e da rainha Maria Antonieta. Seu pai era neto do rei Luís XV de França, enquanto sua mãe era filha da imperatriz Maria Teresa da Áustria, e irmã dos imperadores José II e Leopoldo II do Sacro Império Romano-Germânico.
Ao nascer, recebeu o título de Duque da Normandia e o estilo de Sua Alteza Real. No mesmo dia de seu nascimento foi batizado na capela do Palácio de Versalhes pelo cardeal-bispo de Estrasburgo Louis René Édouard de Rohan, na presença de Honoré Nicolas Brocquevielle, pároco da Igreja de Notre Dame de Versalhes. Seus padrinhos foram seu tio paterno, o conde de Provença, futuro Luís XVIII, e sua tia materna Maria Carolina da Áustria, rainha de Nápoles Sicília, representada pela sua tia paterna Isabel de França. Na altura de seu nascimento Luís Carlos tinha dois irmãos mais velhos, a princesa Maria Teresa Carlota e Luís José, Delfim da França.
Quando se soube que sua mãe, a rainha, havia engravidado, rumores diziam que a criança não era o filho do rei, mas de Hans Axel von Fersen, aristocrata sueco e suposto amante da rainha da França, outros apontaram a semelhança evidente que a criança tinha com o conde de Artois, irmão do rei, um fato que teria dado continuidade a Casa de Bourbon. Desde então começou a circular uma série de panfletos por toda a França contra Maria Antonieta questionando a legitimidade de seu filho, fortalecendo as posições políticas do conde de Provença e do conde de Artois que se declaravam sucessores legítimos do rei Luís XV de França.

### Infância

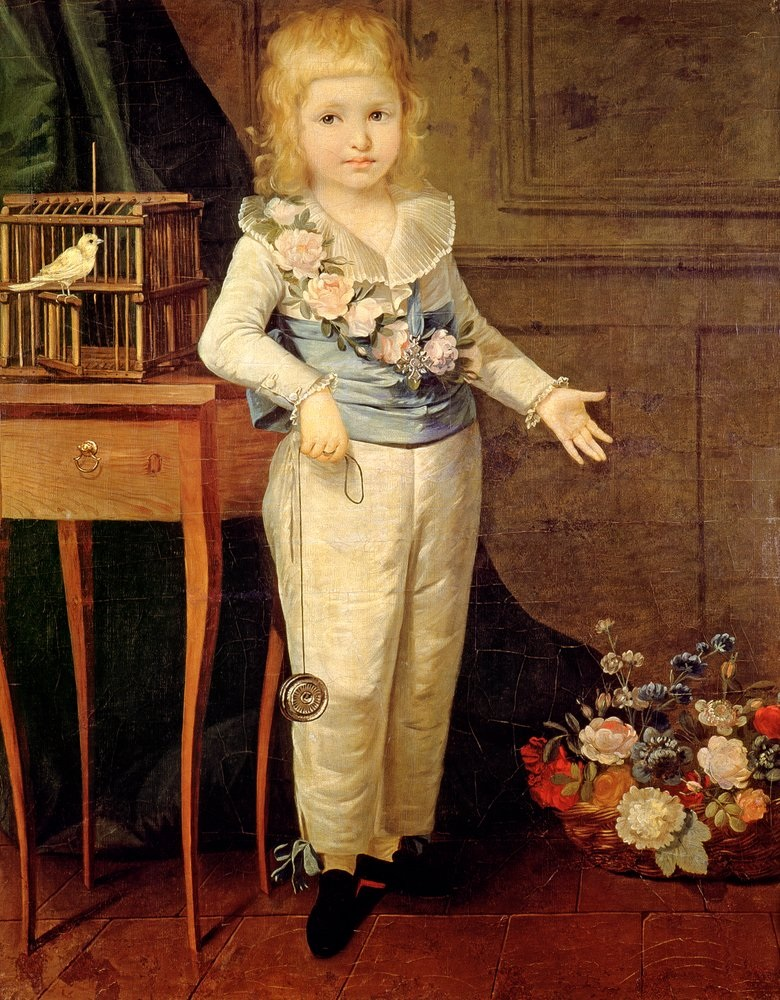
Retrato do Delfim Luís Carlos (Futuro Luís XVII).

Luís Carlos era descrito como uma criança animada e saudável, ao contrário de seu irmão mais velho, o delfim Luís José, que sofria de Mal de Pott. Luís Carlos era muito amado por sua mãe, que o mimava e fazia todas as suas vontades. Como segundo filho, o jovem Luís não tinha perspectiva de se tornar rei, não sendo educado para esse propósito. Tinha sua própria comitiva, que era composta por governantas, enfermeiros e criados. A Marquesa de Tourzel era sua governanta, enquanto Jean-Baptiste Cléry era seu criado. A figura que mais do que qualquer outro desempenhou um papel significativo na infância do jovem príncipe foi sua enfermeira, Agathe de Rambaud.
No Palácio de Versalhes, onde viveu os primeiros anos despreocupado, Luís Carlos desenvolveu uma paixão pela jardinagem, tendo ele uma pequena horta no terraço sul do palácio, onde cultivava flores.
Com a morte de seu irmão mais velho, em 4 de junho de 1789, Luís Carlos tornou-se o novo delfim da França. Os anos seguintes de sua infância foram marcados pelos eventos da Revolução Francesa. Em outubro de 1789 ele deixou o Palácio de Versalhes, onde tinha nascido e passado seus primeiros anos, para se mudar para o antigo Palácio das Tulherias, onde morou com sua família até agosto de 1792.
Depois da tentativa frustrada de evasão de Luís XVI de França e sua família, que ficou conhecida como a Fuga de Varennes, Luís Carlos e sua família foram aprisionados na Prisão do Templo e a monarquia francesa foi oficialmente abolida, pondo fim a mais de mil anos de monarquia francesa contínua.

### Prisão, reinado e morte

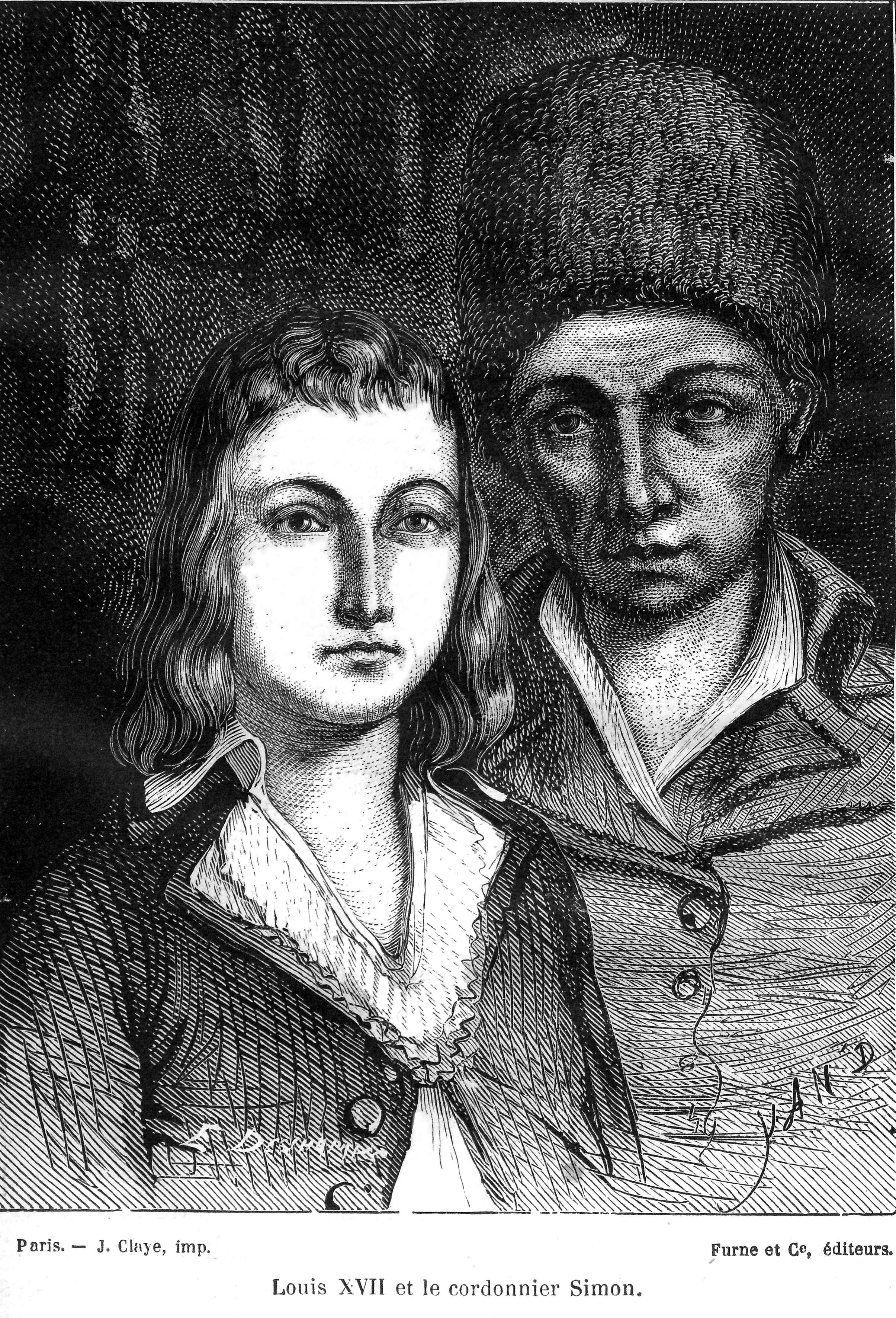
Luís XVII e seu tutor, o sapateiro Antoine Simon.

No outono de 1792, toda a família foi presa na Torre do Templo, após a abolição oficial da monarquia. Quando seu pai foi guilhotinado em 21 de janeiro de 1793, os monarquistas proclamaram-no rei com o nome de Luís XVII, sendo nomeados regentes, o conde de Provença e o tenente-general do reino, o conde de Artois, ambos exilados na Vestfália. As potências europeias também o reconheceram como monarca. Catarina II da Rússia expulsou de seu reino todos os franceses que não reconheciam o jovem rei. A pedido da Convenção, Luís Carlos foi separado da família em 3 de julho. Segundo sua irmã Maria Teresa relataria mais tarde, Maria Antonieta opôs-se fortemente à determinação, apenas cedendo quando os carcereiros ameaçaram usar de violência contra o delfim. A educação de Luís Carlos foi confiada a Antoine Simon, um sapateiro analfabeto. Sua tarefa era colocar o menino contra a mãe para que ele fosse usado como arma no julgamento de Maria Antonieta. Em 6 de outubro, Luís Carlos assinou uma declaração em que acusava sua mãe de tê-lo iniciado em práticas masturbatórias e incestuosas.

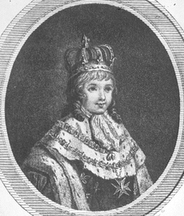
Litografia imaginária de Luís XVII com trajes de coroação.

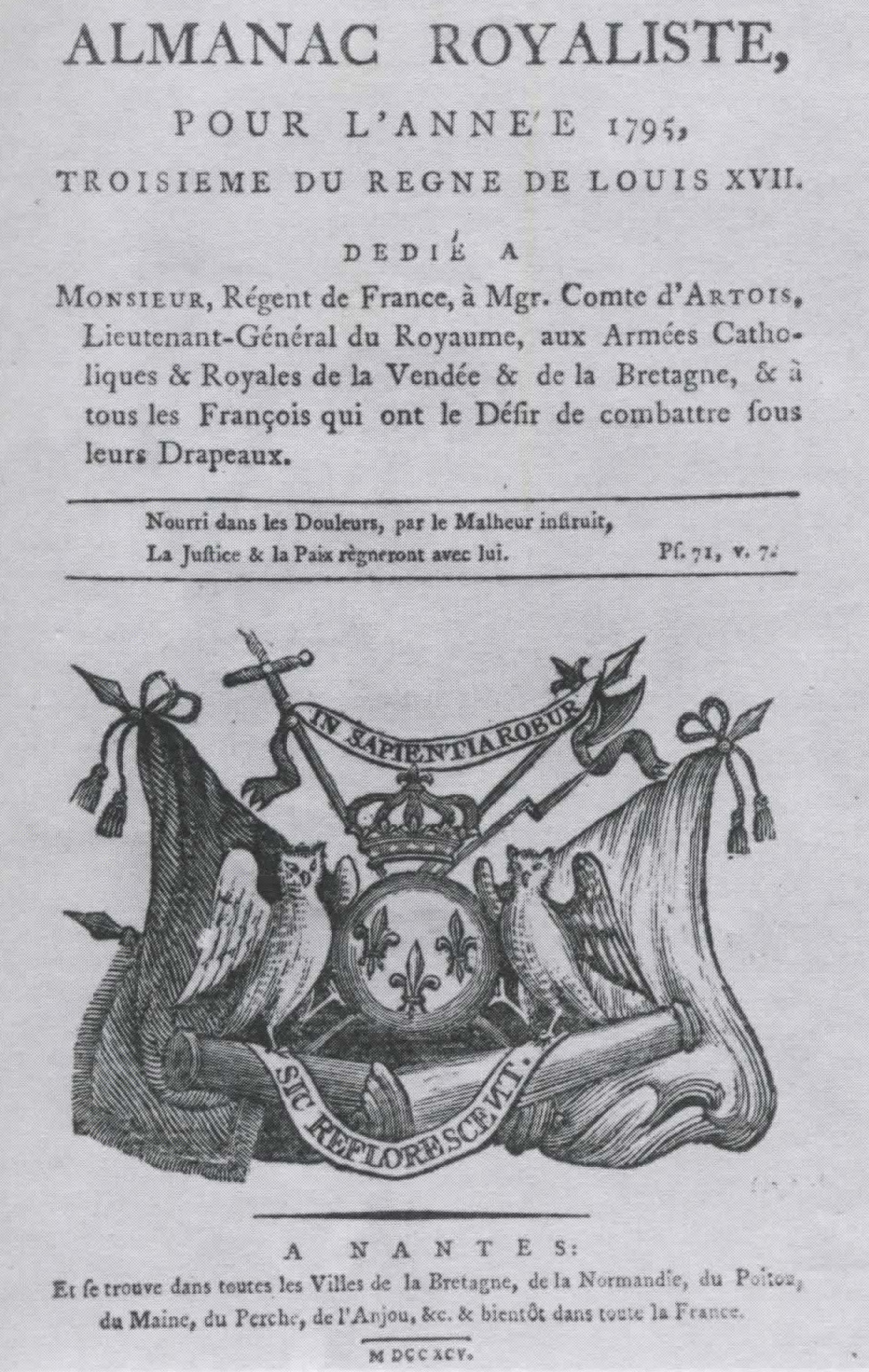
Almanaque monárquico de 1795, com o brasão de armas dos chuanes.

O Exército Católico e Real, formado por vandeanos e os chuanes, ambos grupos monarquistas lealistas do noroeste da França, lutaram em nome daquele que consideravam seu rei, sustentando as Guerras revolucionárias francesas, e em seus estandartes carregavam a inscrição «Vive Louis XVII» (Viva Luís XVII). Em algumas batalhas a criança foi proclamada rei, como em Machecoul e Toulon.
Em outubro de 1793, Maria Antonieta foi levada à prisão de Conciergerie e acusada de traição, de incesto com seu filho, entre outros crimes. Apesar da falta de provas para tais acusações, a rainha foi declarada culpada e condenada à guilhotina. Foi executada por Sanson em 16 de outubro. Em maio de 1794, a tia de Luís XVII, Isabel, também foi executada.
Antoine Simon lhe deu uma educação republicana. Entre espancamentos e tortura, Simon obrigou-o a ingerir grandes quantidades de álcool e obrigou-o a cantar A Marselhesa usando um boné dos sans-culotte. Ele foi repetidamente ameaçado com a guilhotina, o que fez com que ele desmaiasse. Seus carcereiros lhe disseram que seus pais ainda estavam vivos, mas que não o amavam mais. Após a partida de Simon, ele ficou isolado em uma cela lacrada por seis meses sem nenhum contato humano e com péssimas condições higiênicas.
Ele provavelmente morreu de tuberculose ou escrófula em 8 de junho de 1795 na Torre do Templo.
Durante a autópsia observou-se que seu cadáver sofria de desnutrição total, manifestada em extrema magreza.
O corpo foi enterrado em um túmulo no cemitério de Sainte-Marguerite, em Paris, sem nenhuma indicação de que estivesse ali, exceto por um grande "D" de delfim pintado no caixão.
Ao saber de sua morte, seu tio, o conde de Provença, adotou o título real como Luís XVIII, respeitando o ordinal dinástico, mas o mesmo não reinaria até 1814.

## O coração de Luís XVII

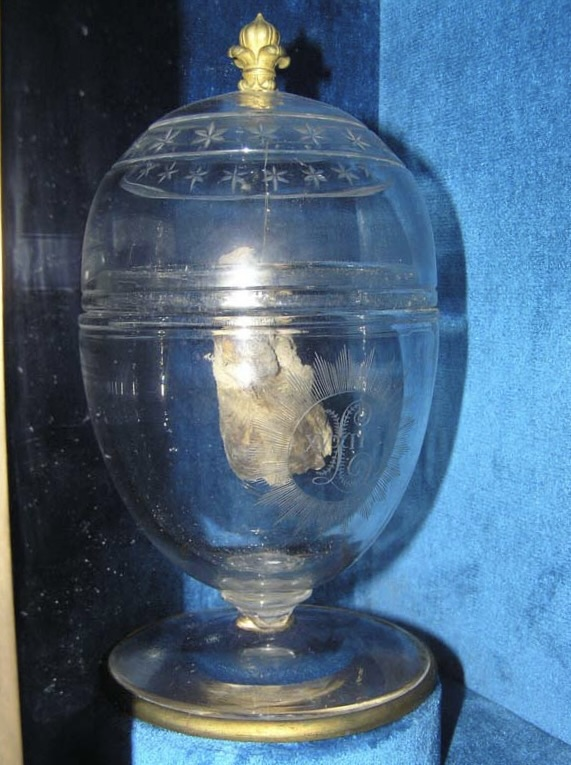
O coração de Luís XVII na Basílica de Saint-Denis.

Philipe-Jean Pelletan foi contratado para realizar a autópsia no corpo de Luís XVII. Ele removeu seu coração e manteve-o em uma urna em sua casa. Pelletan tentou entregar o órgão sucessivamente a Luís XVIII e Carlos X, mas estes não acreditavam em sua autenticidade. O coração passou por mãos muito diferentes, até que em 1975 foi colocado dentro de uma urna de vidro em na capela Basílica de Saint-Denis, a necrópole real francesa.
Os Professores Ernst Brinkmann (Universidade de Münster) e Jean Jacques Cassiman (Universidade de Leuven) foram capazes de provar, através do DNA e amostras de cabelo de Maria Antonieta, que o coração realmente pertencia a Luís XVII e assim confirmando que ele havia morrido como prisioneiro no Templo.
Em 8 de junho de 2004 um funeral foi realizado em honra do pequeno Luís XVII, onde um caixão foi colocado em um mausoléu construído para o evento, situado na cripta real do templo.

## Falsos rumores de sobrevivência
Após a morte de Luís Carlos, rapidamente se espalhou o boato de que ele na verdade havia conseguido escapar da prisão do Templo, rumores estes baseados nas misteriosas circunstâncias de sua morte. Isso levou ao surgimento durante o século XIX de uma série considerável de falsos delfins, o mais famoso deles foi Karl Wilhelm Naundorff, cujos descendentes chegaram a ostentar o sobrenome Bourbon.
Um caso particular de Pierre Benoît, o único de todos os supostos delfins que nunca disse quem realmente ele era. Pierre Benoît era um engenheiro francês instalado na Argentina, que possuía conhecimento e educação não comuns entre pessoas de seu status social na época. Por isso foram emitidos diversos rumores sobre ele, entre eles o de que era o delfim, que teria conseguido escapar do Templo e tinha sido educado por pescadores de Calais, onde teria assumido a identidade de Pierre Benoît. Então ele teria fugido para Buenos Aires, onde teria formado sua família. Ele morreu em circunstâncias estranhas, provavelmente envenenado por um médico francês. Entre outras curiosidades, sempre usava uma trança loira, supostamente a de Maria Antonieta. Embora seja considerado um pintor, ele pintou apenas três retratos de três personagens que carregam uma forte semelhança com Maria Antonieta, Maria Teresa e Madame Isabel, mãe, irmã e tia do delfim. Um desenho dela também foi encontrado com as letras L.C.R.F.P.B. estilo barroco entrelaçado, que foram interpretados por seu neto como Luís Carlos, Rei da França, Pierre Benoît.

## Títulos e estilos
Títulos reconhecidos
- 27 de março de 1785 – 4 de junho de 1789: Sua Alteza Real, o Duque da Normandia
- 4 de junho de 1789 – 14 de setembro de 1791: Sua Alteza Real, o Delfim de França
- 14 de setembro de 1791 - 21 de setembro de 1791: Sua Alteza Real, o Príncipe Real

Títulosr reivindicados
- 10 de agosto de 1792 - 21 de janeiro de 1793: Sua Alteza Real, o Delfim da França (título de cortesia reconhecido pelos monarquistas franceses leais à família real e pelos países que não reconheciam a Primeira República Francesa);
- 21 de janeiro de 1793 - 8 de junho de 1795: Sua Majestade, o Rei da França e Navarra (embora nunca tenha reinado sobre a França, que era então uma república, foi reconhecido como rei pelos monarquistas ainda leais à família real e pelos países que não reconheciam a república na França; seu tio, o Conde de Provença, proclamou-se regente em nome de seu sobrinho preso na prisão do Templo).

## Árvore genealógica
| Luís XV 1710–1774 | Luís XV 1710–1774 | Luís XV 1710–1774 | Luís XV 1710–1774 | Luís XV 1710–1774                  | Luís XV 1710–1774                  |                                    |                                    | Maria Leszczyńska 1703–1768        | Maria Leszczyńska 1703–1768        | Maria Leszczyńska 1703–1768 | Maria Leszczyńska 1703–1768 | Maria Leszczyńska 1703–1768 | Maria Leszczyńska 1703–1768 |                    |                    | Augusto III da Polônia 1696–1763 | Augusto III da Polônia 1696–1763 | Augusto III da Polônia 1696–1763 | Augusto III da Polônia 1696–1763 | Augusto III da Polônia 1696–1763    | Augusto III da Polônia 1696–1763    |                                     |                                     | Maria Josefa da Áustria (1699–1757) | Maria Josefa da Áustria (1699–1757) | Maria Josefa da Áustria (1699–1757) | Maria Josefa da Áustria (1699–1757) | Maria Josefa da Áustria (1699–1757) | Maria Josefa da Áustria (1699–1757) |  |  | Leopoldo, Duque de Lorena 1679–1729 | Leopoldo, Duque de Lorena 1679–1729 | Leopoldo, Duque de Lorena 1679–1729 | Leopoldo, Duque de Lorena 1679–1729 | Leopoldo, Duque de Lorena 1679–1729                       | Leopoldo, Duque de Lorena 1679–1729                       |                                                           |                                                           | Isabel Carlota de Orleães 1676–1744                       | Isabel Carlota de Orleães 1676–1744                       | Isabel Carlota de Orleães 1676–1744 | Isabel Carlota de Orleães 1676–1744 | Isabel Carlota de Orleães 1676–1744  | Isabel Carlota de Orleães 1676–1744  |                                      |                                      | Carlos VI do Sacro Império Romano-Germânico 1685–1740 | Carlos VI do Sacro Império Romano-Germânico 1685–1740 | Carlos VI do Sacro Império Romano-Germânico 1685–1740 | Carlos VI do Sacro Império Romano-Germânico 1685–1740 | Carlos VI do Sacro Império Romano-Germânico 1685–1740 | Carlos VI do Sacro Império Romano-Germânico 1685–1740 |                                   |                                   | Isabel Cristina de Brunsvique-Volfembutel (1691–1750) | Isabel Cristina de Brunsvique-Volfembutel (1691–1750) | Isabel Cristina de Brunsvique-Volfembutel (1691–1750) | Isabel Cristina de Brunsvique-Volfembutel (1691–1750) | Isabel Cristina de Brunsvique-Volfembutel (1691–1750) | Isabel Cristina de Brunsvique-Volfembutel (1691–1750) |  |  |
| Luís XV 1710–1774 | Luís XV 1710–1774 | Luís XV 1710–1774 | Luís XV 1710–1774 | Luís XV 1710–1774                  | Luís XV 1710–1774                  |                                    |                                    | Maria Leszczyńska 1703–1768        | Maria Leszczyńska 1703–1768        | Maria Leszczyńska 1703–1768 | Maria Leszczyńska 1703–1768 | Maria Leszczyńska 1703–1768 | Maria Leszczyńska 1703–1768 |                    |                    | Augusto III da Polônia 1696–1763 | Augusto III da Polônia 1696–1763 | Augusto III da Polônia 1696–1763 | Augusto III da Polônia 1696–1763 | Augusto III da Polônia 1696–1763    | Augusto III da Polônia 1696–1763    |                                     |                                     | Maria Josefa da Áustria (1699–1757) | Maria Josefa da Áustria (1699–1757) | Maria Josefa da Áustria (1699–1757) | Maria Josefa da Áustria (1699–1757) | Maria Josefa da Áustria (1699–1757) | Maria Josefa da Áustria (1699–1757) |  |  | Leopoldo, Duque de Lorena 1679–1729 | Leopoldo, Duque de Lorena 1679–1729 | Leopoldo, Duque de Lorena 1679–1729 | Leopoldo, Duque de Lorena 1679–1729 | Leopoldo, Duque de Lorena 1679–1729                       | Leopoldo, Duque de Lorena 1679–1729                       |                                                           |                                                           | Isabel Carlota de Orleães 1676–1744                       | Isabel Carlota de Orleães 1676–1744                       | Isabel Carlota de Orleães 1676–1744 | Isabel Carlota de Orleães 1676–1744 | Isabel Carlota de Orleães 1676–1744  | Isabel Carlota de Orleães 1676–1744  |                                      |                                      | Carlos VI do Sacro Império Romano-Germânico 1685–1740 | Carlos VI do Sacro Império Romano-Germânico 1685–1740 | Carlos VI do Sacro Império Romano-Germânico 1685–1740 | Carlos VI do Sacro Império Romano-Germânico 1685–1740 | Carlos VI do Sacro Império Romano-Germânico 1685–1740 | Carlos VI do Sacro Império Romano-Germânico 1685–1740 |                                   |                                   | Isabel Cristina de Brunsvique-Volfembutel (1691–1750) | Isabel Cristina de Brunsvique-Volfembutel (1691–1750) | Isabel Cristina de Brunsvique-Volfembutel (1691–1750) | Isabel Cristina de Brunsvique-Volfembutel (1691–1750) | Isabel Cristina de Brunsvique-Volfembutel (1691–1750) | Isabel Cristina de Brunsvique-Volfembutel (1691–1750) |  |  |
|                   |                   |                   |                   |                                    |                                    |                                    |                                    |                                    |                                    |                             |                             |                             |                             |                    |                    |                                  |                                  |                                  |                                  |                                     |                                     |                                     |                                     |                                     |                                     |                                     |                                     |                                     |                                     |  |  |                                     |                                     |                                     |                                     |                                                           |                                                           |                                                           |                                                           |                                                           |                                                           |                                     |                                     |                                      |                                      |                                      |                                      |                                                       |                                                       |                                                       |                                                       |                                                       |                                                       |                                   |                                   |                                                       |                                                       |                                                       |                                                       |                                                       |                                                       |  |  |
|                   |                   |                   |                   | Luís, Delfim da França (1729-1765) | Luís, Delfim da França (1729-1765) | Luís, Delfim da França (1729-1765) | Luís, Delfim da França (1729-1765) | Luís, Delfim da França (1729-1765) | Luís, Delfim da França (1729-1765) |                             |                             |                             |                             |                    |                    |                                  |                                  |                                  |                                  | Maria Josefa da Saxônia (1731-1767) | Maria Josefa da Saxônia (1731-1767) | Maria Josefa da Saxônia (1731-1767) | Maria Josefa da Saxônia (1731-1767) | Maria Josefa da Saxônia (1731-1767) | Maria Josefa da Saxônia (1731-1767) |                                     |                                     |                                     |                                     |  |  |                                     |                                     |                                     |                                     | Francisco I do Sacro Império Romano-Germânico (1708-1765) | Francisco I do Sacro Império Romano-Germânico (1708-1765) | Francisco I do Sacro Império Romano-Germânico (1708-1765) | Francisco I do Sacro Império Romano-Germânico (1708-1765) | Francisco I do Sacro Império Romano-Germânico (1708-1765) | Francisco I do Sacro Império Romano-Germânico (1708-1765) |                                     |                                     |                                      |                                      |                                      |                                      |                                                       |                                                       |                                                       |                                                       | Maria Teresa da Áustria 1717–1780                     | Maria Teresa da Áustria 1717–1780                     | Maria Teresa da Áustria 1717–1780 | Maria Teresa da Áustria 1717–1780 | Maria Teresa da Áustria 1717–1780                     | Maria Teresa da Áustria 1717–1780                     |                                                       |                                                       |                                                       |                                                       |  |  |
|                   |                   |                   |                   | Luís, Delfim da França (1729-1765) | Luís, Delfim da França (1729-1765) | Luís, Delfim da França (1729-1765) | Luís, Delfim da França (1729-1765) | Luís, Delfim da França (1729-1765) | Luís, Delfim da França (1729-1765) |                             |                             |                             |                             |                    |                    |                                  |                                  |                                  |                                  | Maria Josefa da Saxônia (1731-1767) | Maria Josefa da Saxônia (1731-1767) | Maria Josefa da Saxônia (1731-1767) | Maria Josefa da Saxônia (1731-1767) | Maria Josefa da Saxônia (1731-1767) | Maria Josefa da Saxônia (1731-1767) |                                     |                                     |                                     |                                     |  |  |                                     |                                     |                                     |                                     | Francisco I do Sacro Império Romano-Germânico (1708-1765) | Francisco I do Sacro Império Romano-Germânico (1708-1765) | Francisco I do Sacro Império Romano-Germânico (1708-1765) | Francisco I do Sacro Império Romano-Germânico (1708-1765) | Francisco I do Sacro Império Romano-Germânico (1708-1765) | Francisco I do Sacro Império Romano-Germânico (1708-1765) |                                     |                                     |                                      |                                      |                                      |                                      |                                                       |                                                       |                                                       |                                                       | Maria Teresa da Áustria 1717–1780                     | Maria Teresa da Áustria 1717–1780                     | Maria Teresa da Áustria 1717–1780 | Maria Teresa da Áustria 1717–1780 | Maria Teresa da Áustria 1717–1780                     | Maria Teresa da Áustria 1717–1780                     |                                                       |                                                       |                                                       |                                                       |  |  |
|                   |                   |                   |                   |                                    |                                    |                                    |                                    |                                    |                                    |                             |                             |                             |                             |                    |                    |                                  |                                  |                                  |                                  |                                     |                                     |                                     |                                     |                                     |                                     |                                     |                                     |                                     |                                     |  |  |                                     |                                     |                                     |                                     |                                                           |                                                           |                                                           |                                                           |                                                           |                                                           |                                     |                                     |                                      |                                      |                                      |                                      |                                                       |                                                       |                                                       |                                                       |                                                       |                                                       |                                   |                                   |                                                       |                                                       |                                                       |                                                       |                                                       |                                                       |  |  |
|                   |                   |                   |                   |                                    |                                    |                                    |                                    |                                    |                                    |                             |                             | Luís XVI 1754–1793          | Luís XVI 1754–1793          | Luís XVI 1754–1793 | Luís XVI 1754–1793 | Luís XVI 1754–1793               | Luís XVI 1754–1793               |                                  |                                  |                                     |                                     |                                     |                                     |                                     |                                     |                                     |                                     |                                     |                                     |  |  |                                     |                                     |                                     |                                     |                                                           |                                                           |                                                           |                                                           |                                                           |                                                           |                                     |                                     | Maria Antonieta da Áustria 1755–1793 | Maria Antonieta da Áustria 1755–1793 | Maria Antonieta da Áustria 1755–1793 | Maria Antonieta da Áustria 1755–1793 | Maria Antonieta da Áustria 1755–1793                  | Maria Antonieta da Áustria 1755–1793                  |                                                       |                                                       |                                                       |                                                       |                                   |                                   |                                                       |                                                       |                                                       |                                                       |                                                       |                                                       |  |  |
|                   |                   |                   |                   |                                    |                                    |                                    |                                    |                                    |                                    |                             |                             | Luís XVI 1754–1793          | Luís XVI 1754–1793          | Luís XVI 1754–1793 | Luís XVI 1754–1793 | Luís XVI 1754–1793               | Luís XVI 1754–1793               |                                  |                                  |                                     |                                     |                                     |                                     |                                     |                                     |                                     |                                     |                                     |                                     |  |  |                                     |                                     |                                     |                                     |                                                           |                                                           |                                                           |                                                           |                                                           |                                                           |                                     |                                     | Maria Antonieta da Áustria 1755–1793 | Maria Antonieta da Áustria 1755–1793 | Maria Antonieta da Áustria 1755–1793 | Maria Antonieta da Áustria 1755–1793 | Maria Antonieta da Áustria 1755–1793                  | Maria Antonieta da Áustria 1755–1793                  |                                                       |                                                       |                                                       |                                                       |                                   |                                   |                                                       |                                                       |                                                       |                                                       |                                                       |                                                       |  |  |
|                   |                   |                   |                   |                                    |                                    |                                    |                                    |                                    |                                    |                             |                             |                             |                             |                    |                    |                                  |                                  |                                  |                                  |                                     |                                     |                                     |                                     |                                     |                                     |                                     |                                     |                                     |                                     |  |  |                                     |                                     |                                     |                                     |                                                           |                                                           |                                                           |                                                           |                                                           |                                                           |                                     |                                     |                                      |                                      |                                      |                                      |                                                       |                                                       |                                                       |                                                       |                                                       |                                                       |                                   |                                   |                                                       |                                                       |                                                       |                                                       |                                                       |                                                       |  |  |
|                   |                   |                   |                   |                                    |                                    |                                    |                                    |                                    |                                    |                             |                             |                             |                             |                    |                    |                                  |                                  |                                  |                                  |                                     |                                     |                                     |                                     |                                     |                                     |                                     |                                     | Luís XVII 1785–1795                 |                                     |  |  |                                     |                                     |                                     |                                     |                                                           |                                                           |                                                           |                                                           |                                                           |                                                           |                                     |                                     |                                      |                                      |                                      |                                      |                                                       |                                                       |                                                       |                                                       |                                                       |                                                       |                                   |                                   |                                                       |                                                       |                                                       |                                                       |                                                       |                                                       |  |  |